# Hindi Zahra
Hindi Zahra (Khouribga, 1979) es una cantante franco-marroquí. Canta en inglés y en bereber.

## Biografía
Escribió sus primeras letras y melodías siendo adolescente. A los 14 años se mudó a Francia con su padre donde reside desde 1993. Con 18 años dejó la escuela y consiguió su primer trabajo como vigilante de sala en el museo Louvre en París. Siguió componiendo. En 2005 a los 26 años tenía medio centenar de composiciones. 
En 2010 publicó el álbum Handmade grabado en el salón del apartamento alquilado en el que Hindi Zahra se encerró durante tres meses. Ella misma lo mezcló y lo produjo, y lo editó en el sello de jazz Blue Note. Con este trabajo recibió el Premio Constantin. El 9 de febrero de 2011, Hindi Zahra ganó la Victoire de la musique, en la categoría álbum de música del mundo, por su primer disco Handmade.
Ocasionalmente trabajaba como actriz . En 2014 ha participado en las películas "The narrow frame of midnight" de Tala Hadid y en "The cut" de Fatih Akin.

## Discografía

### Álbumes de estudio
- Hindi Zahra (2009)
- Handmade (2010)
- Homeland (2015)

### Sencillos
- Beautiful Tango (2009)
- Stand Up (2010)
- Any Story (2015)